# John Guille Millais
John Guille Millais (24 de marzo de 1865 – 24 de marzo de 1931) fue un pintor, naturalista, jardinero y escritor de viajes inglés quien se especializó en los retratos de la vida salvaje y las flores.

## Carrera artística

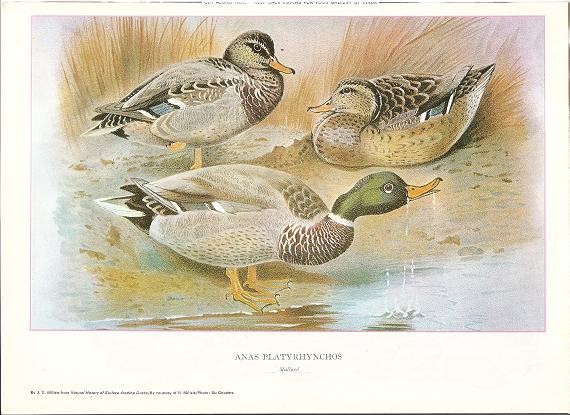
Ánade real. Lámina del libro British Surface Feeding Ducks (por J G Millais)

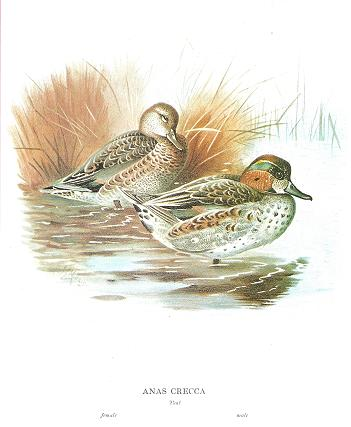
Cerceta común Lámina del libro British Surface Feeding Ducks (por J G Millais)

Millais es uno de los más respetados ornitólogos británicos y dibujantes de aves. Entre 1890 y 1914 publicó una serie de libros sobre las aves y otros temas de historia natural. Como ornitólogo era conocido por sus dibujos de aves silvestres y de caza. Sus tres obras más famosas son: Natural History of British Feeding Ducks; British Diving Ducks y British Game Birds. Están considerados entre los mejores trabajos sobre aves silvestres que hayan sido publicados. Cada ave recibe un tratamiento individual en el texto con detalladas láminas, algunos de los cuales son de su amigo y artista Archibald Thorburn (1860-1935). Cada especie está representada por dos o tres ejemplares en un escenario donde se reflejan las actitudes de la alimentación, el descanso y el cortejo.
Los libros son de lujo. Con tiradas de solamente entre 400 y 600 ejemplares originales publicados, hoy en día son apreciados como ejemplos de un cierto tipo del elevado esplendor victoriano. Las habilidades de Millais "son esencialmente victorianas", como la riqueza privada que le permitió disfrutar de sus pasiones a gran escala. Era, sin duda, tenaz. Su hijo Raoul hablaba de él como de un "hombre asombroso, y su poder de concentración era tal que una vez que abordaba un tema, nunca lo dejaba hasta que sabía más sobre el tema en cuestión que nadie en el mundo".
Esta tenacidad para realizar trabajos con la mejor de las capacidades, queda bien reflejada en sus preparativos para Mamíferos de Gran Bretaña e Irlanda (1904), donde pasó meses con la flota ballenera en el Atlántico para estudiar de primera mano el grupo de los mamíferos marinos que habían recibido hasta entonces muy poca atención. Este trabajo, que apareció en una tirada limitada en 1904, también contiene ilustraciones y estampas de George Edward Logia (1860-1954) y de Archibald Thorburn.
En 1917 Millais publicó el primero de los dos volúmenes sobre rododendros y sus diversos híbridos. La edición fue limitada a 550 copias con 17 láminas en color de los repletos jardines de su casa, Compton Brow en Horsham. En el prefacio Millais explicaba que empezó a cultivar rododendros bajo la tutela de su vecino, el naturalista y botánico Sir Edmund Loder.
Millais escribió biografías de su padre, el pintor John Everett Millais, y del explorador británico del sudeste africano Frederick Courtney Selous. Además se convirtió en una autoridad en los rododendros, las azaleas y los magnolios. Expuso sus esculturas de aves, incluyendo un ave de cetrería; la escultura es ahora propiedad del Museo Horsham.
- Deer and Deer Stalking, Longmans, 1913
- Rhododendrons and Their Various Hybrids, Longmans, 1917
- The Life Of Frederick Courteney Selous D.S.O., Longmans, 1918
- Wanderings and Memories, Longmans, 1919
- Rhododendrons (second series), Longmans, 1924
- Far Away Up The Nile, Longmans, 1924
- Magnolias, Longmans, 1927

- La abreviatura «Millais» se emplea para indicar a John Guille Millais como autoridad en la descripción y clasificación científica de los vegetales.[11]